# Gryssen, Gästrikland
Gryssen är en sjö i Hofors kommun i Gästrikland och ingår i Gavleåns huvudavrinningsområde. Sjön är 2 meter djup, har en yta på 0,229 kvadratkilometer och är belägen 139,2 meter över havet. Sjön avvattnas av vattendraget Gammelstillaån.

## Delavrinningsområde
Gryssen ingår i det delavrinningsområde (669784-153770) som SMHI kallar för Utloppet av Gryssen. Medelhöjden är 148 meter över havet och ytan är 1,96 kvadratkilometer. Det finns inga avrinningsområden uppströms utan avrinningsområdet är högsta punkten. Gammelstillaån som avvattnar avrinningsområdet har biflödesordning 3, vilket innebär att vattnet flödar genom totalt 3 vattendrag innan det når havet efter 80 kilometer. Avrinningsområdet består mestadels av skog (88 procent). Avrinningsområdet har 0,23 kvadratkilometer vattenytor vilket ger det en sjöprocent på 11,7 procent.